# Mine de Dolaucothi
Les mines d'or de Dolaucothi ou Mine d’Ogofau, sont des mines en puits et à ciel ouvert d'époque romaine, dans la vallée de la Cothi, près du village de Pumsaint, dans le Carmarthenshire, au Pays de Galles. Les mines d'or se trouvent dans le domaine de Dolaucothi, aujourd'hui propriété du National Trust.
Ce sont les seules mines d'or galloises hormis le filon de Dolgellau, et elles sont classées Monument historique. Ce sont aussi les seules mines d'or d'époque romaine en Grande-Bretagne, bien qu'il soit probable que les occupants aient exploité d'autres sites dans le Devon, les Galles du Nord, l’Écosse etc. Ce site archéologique témoigne du degré d'évolution de la technologie de la Rome antique.

## L'extraction minière à l'époque romaine
L’archéologie montre que l’extraction d’or sur ce site a dû débuter un peu avant l’Âge du Bronze, peut-être par lavage des sables aurifères de la Cothi, ce qui est l'une des voies les plus élémentaires pour amasser ce métal rare. Le consul Frontin fut affecté à la province de Bretagne en 74 de notre ère pour y prendre la succession du consul Cerialis en tant que gouverneur. Il soumit les Silures, les Demetae et plusieurs autres tribus hostiles du Pays de  Galles ; fit construire un nouveau camp à Caerleon pour y stationner la Legio II Augusta, et l'entoura d'un chapelet de forts romains quinze à vingt kilomètres alentour pour ses troupes auxiliaires. C'est sans doute aussi sous son administration que fut établi un fort à Pumsaint, dans l’ouest de la péninsule, essentiellement destiné à exploiter les filons d’or de Dolaucothi. Au terme de sa mission aux confins de l'Empire, Frontin, devenu præfector urbis, fit réparer les aqueducs de Rome : c’est au cours de cette période qu’il rédigea le traité qui l’a immortalisé, le De aquis, sur les aqueducs de Rome.
L’extraction d’or dans le pays est attestée par la découverte au XVIIIe siècle d’un trésor, comprenant une fibule en forme de roue et des bracelets en serpentin. Ces bijoux sont aujourd'hui conservés au British Museum, au département « Bretagne Romaine. » Henry De la Beche a découvert une pépite d'or sur le site en 1844, confirmant l'existence d'une mine d'or.
L'existence d'un fort romain (Luentinum selon une allusion de Ptolémée) et de sa colonie civile montre que l’armée romaine a occupé le fort au cours des Ier et IIe siècles (entre l'an 78 et l'an 125). En outre, la découverte de  céramique sigillée ou plus grossière, dans un réservoir (Melin-y-Milwyr) du complexe minier montre que l'exploitation s'est prolongée jusqu'à la fin du IIIe siècle au moins ; comme la Géographie de Ptolémée date des années 150, c'est même probable. Les Romains étaient passés maîtres dans l'adduction de l'eau, que ce soit par aqueducs ou fossés : pour prospecter les veines d'or dans les collines surplombant le village actuel de Pumsaint, ils ont creusé une rigole de 11 km entre la source et une gorge des rivières de Mynydd Mallaen, l’Annell et le Gwenlais. On peut aussi voir les nombreux réservoirs intermédiaires non loin d'un puits à ciel ouvert, sur une colline au nord du site. Le plus grand aqueduc du Cothi traverse ce puits, qui devait lui préexister.

### Lavage et orpaillage

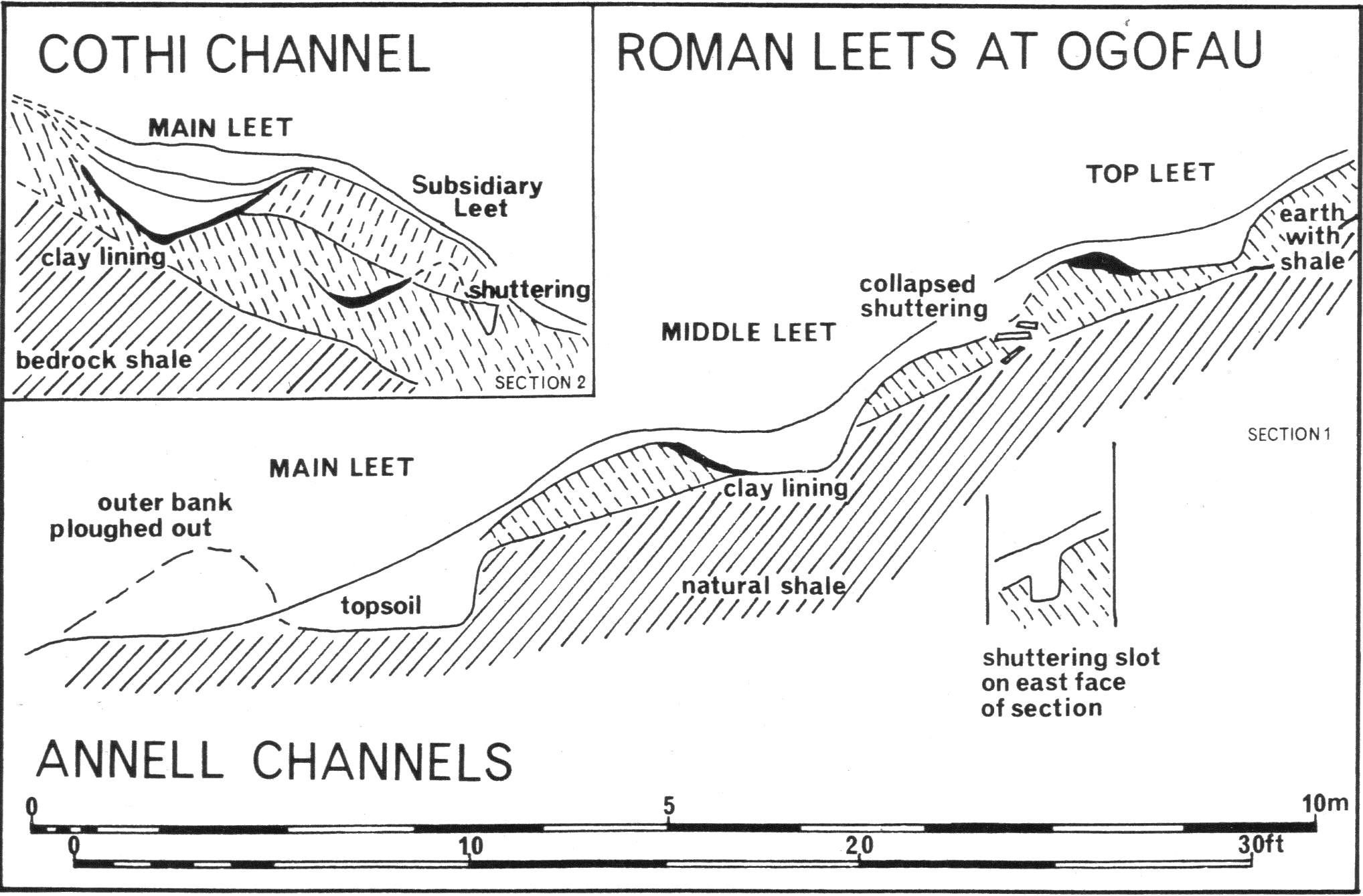
Les aqueducs de Dolaucothi

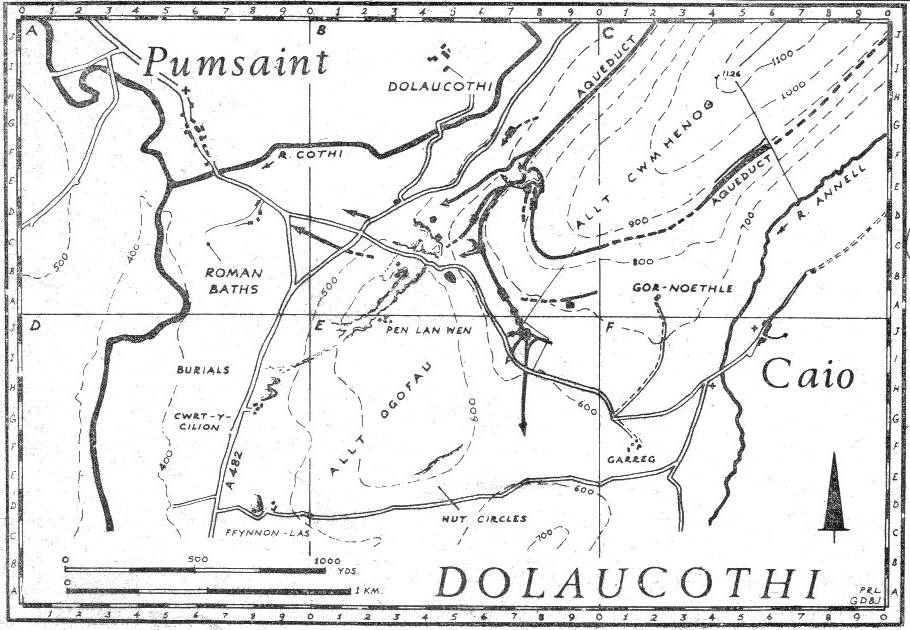
Plan de la mine

On emmagasinait de l'eau dans des réservoirs puis on ouvrait d'un coup la vanne de retenue afin, par un effet de chasse, de lessiver le sol et de mettre à nu la roche et les veines aurifères qui pouvaient la traverser. Pline l'Ancien a décrit très précisément cette technique dans son Naturalis Historia, qu'il a peut-être vu employée lors de sa mission en Espagne ; on emploie toujours une méthode voisine pour exploiter les dépôts d’étain alluvial. À moindre échelle, elle s'appelle exploitation par placer, et a dû être mise en œuvre pour fouiller les alluvions des berges de la Cothi, à en juger par le grand aqueduc qui prélevait l'eau de cette rivière à 1500 m en amont, car il débouche beaucoup plus bas que les autres aqueducs du site. L'eau des aqueducs servait également à nettoyer les gangues de minerais, et peut-être aussi à entraîner des martinets de concassage.

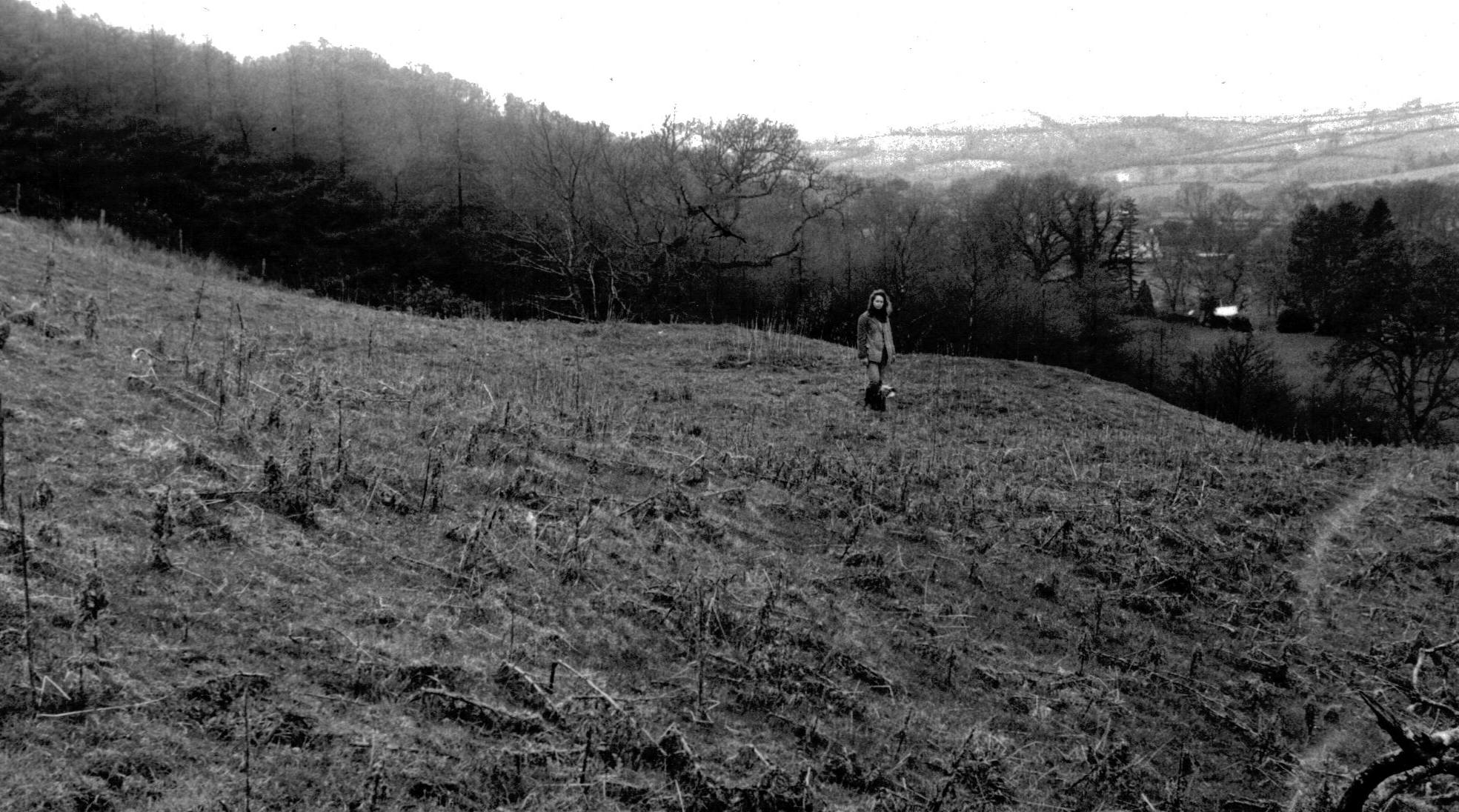
Un petit réservoir (A) au nord près du puits à ciel ouvert.

L'un des premiers aqueducs est celui construit en hauteur sur le coteau est d’Allt Cwmhenog : il prélevait l'eau d'un ruisseau à 3,5 km en amont, alimentait un grand réservoir et inondait la crête d'une colline à l'ouest du massif. On a dû y découvrir un filon, car on voit encore un grand puits à ciel ouvert à côté de ce réservoir. Un aqueduc plus long (avec une pente de 1/800e), qui soutire l'eau du Cothi à 12 km en amont au nord-est, traverse cette même excavation, et doit être plus tardif. Plusieurs autres réservoirs du site n'ont pas permis de mettre au jour du minerai et ont été abandonnés.

### La mine à ciel ouvert

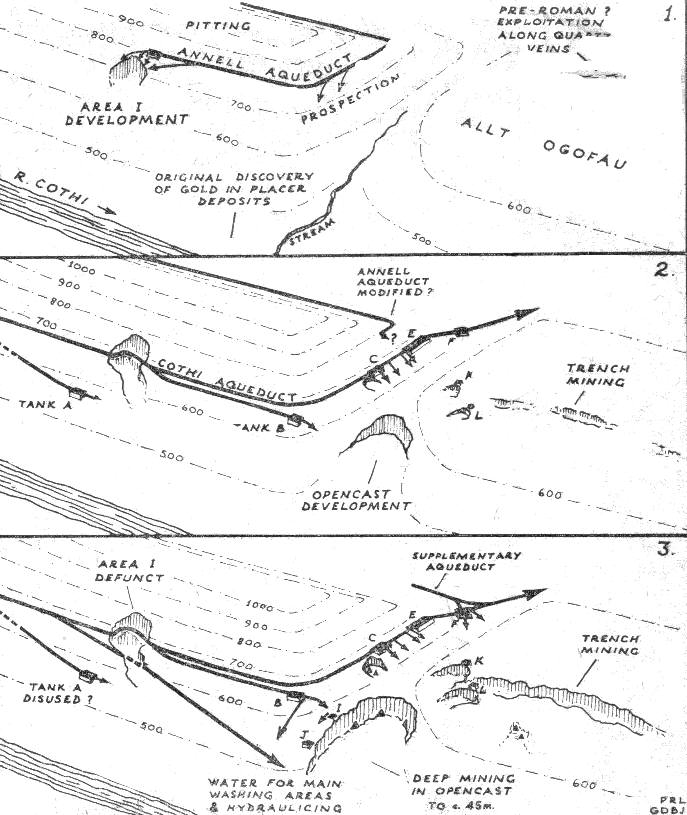
Principe d'une mine de l'Antiquité.

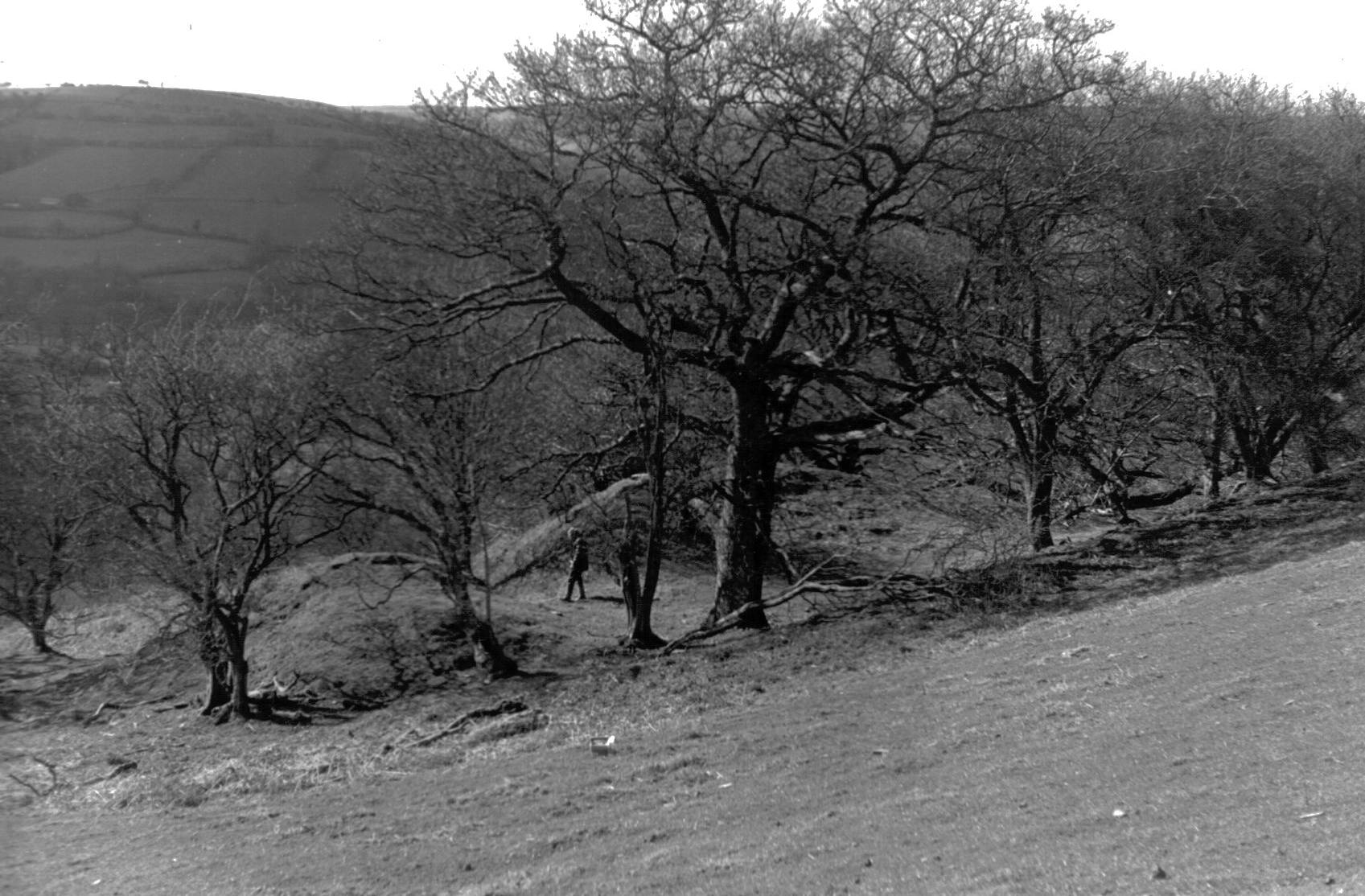
Réservoir C au-dessus du puits principal.

La carte montre les multiples fossés et réservoirs en contrebas de l'aqueduc principal : ils s'ordonnent autour d'excavations à ciel ouvert. Le réservoir marqué C a dû être adapté pour alimenter un atelier de criblage (à gauche sur le schéma). On pense que la plupart de ces puits à ciel ouvert sont d'origine britto-romaine, car on a pu dater au carbone 14 l'un des aqueducs. L'archéologue Burnham estime que le môle de Carreg Pumsaint, qui se dresse juste au bord de la route, est un terril antique.
Les mares que l'on voit au-dessus et en contrebas de la petite route reliant Pumsaint à Caeo faisaient probablement partie de la rigole destinée à laver le minerai, car la mare la plus haute (Melin-y-Milwyr, litt. « moulin des soldats ») a révélé un grand nombre de céramiques romaines datées entre 78 et 300 ap. J.-C., ; elles faisaient peut-être aussi partie d'un atelier de lavage du minerai une fois concassé. On sait que sur le site de Barbegal, dans le Midi de la France, il n'y avait pas moins de 16 moulins (en deux files de 8) édifiés à flanc de colline alimentés par un seul aqueduc. Ces moulins à roues en dessus, utilisés pour moudre le grain, étaient étagés en série, le débit de sortie de l'un alimentant la rigole de prise du moulin aval. Les fouilles menées dans les années 1930 à Dolaucothi ont montré que les ingénieurs romains ont aussi utilisé les moulins hydrauliques pour l'exhaure des mines : on a retrouvé les fragments d'une roue à aubes. Les Romains ont parfois utilisé des chaînes de moulins pour accroître le débit de pompage : dans les années 1920, on a mis au jour jusqu'à 16 roues à aubes près des anciennes mines romaines des berges du Rio Tinto : les moulins fonctionnaient par série de deux roues et pouvaient pomper l'eau jusqu'à une profondeur de 24,50 m.

### Melin-y-Milwyr

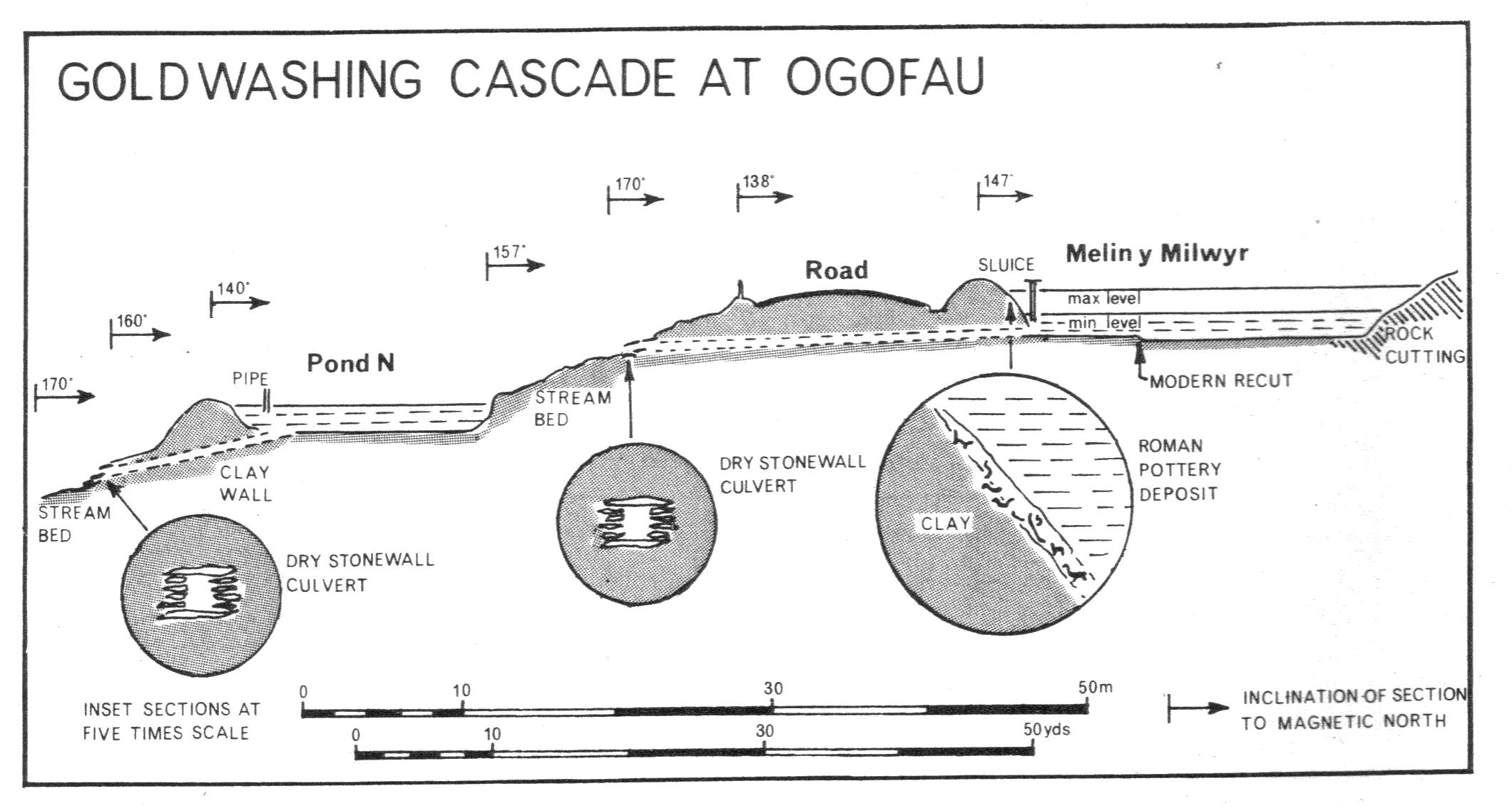
Section de la cascade de Melin-y-Milwyr

On a longtemps pensé que ce réservoir, situé au début de la route reliant Pumsaint à Caeo, était d'époque moderne car il est toujours rempli d'eau ; cependant, lors de la sécheresse de 1970, on y a découvert de grandes quantités de céramique romaine, et constaté qu'un aqueduc en pierre sèche la reliait à un réservoir plus petit, en contrebas de la route actuelle. Ce second réservoir est lui aussi encore en eau, mais dans un état avancé d'eutrophisation. Les poteries mises au jour sont des fragments d'une centaine de récipients de  céramique sigillée ou grossière, et leur présence doit remonter aux siècles où la mine était encore en exploitation. Leur analyse montre qu'ils s'étagent entre la fin du Ier siècle et la fin du IVe siècle. Comme le fort et le fortin de Pumsaint ont été abandonnés entre le milieu du IIe siècle, on en déduit que l'exploitation de la mine s'est poursuivie longtemps après le départ des soldats. Il y avait donc sans doute un grand village celtique dans les environs de Pumsaint, qu'on n'a pas localisé plus précisément pour l'instant.

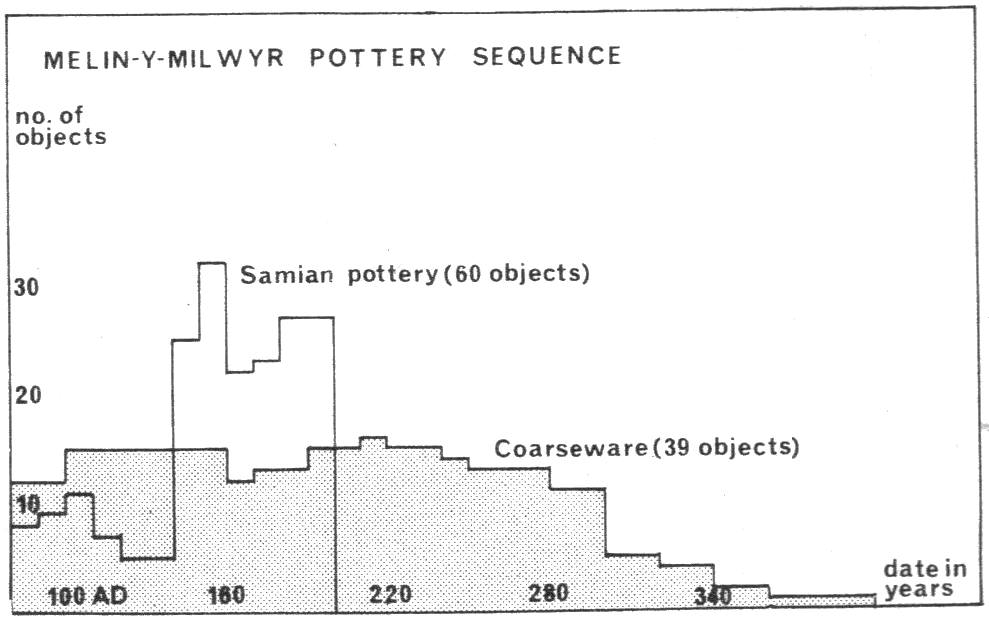
Répartition des céramiques retrouvées dans le réservoir de Melin-y-Milwyr.

La fonction exacte du déversoir est le lavage du minerai aurifère une fois pulvérisé. Il y avait sans doute des ateliers de lavage entre les deux réservoirs, avec des tables en pierres dont les anfractuosités piégeaient les particules de métal précieux. Ces ateliers ont été installés au moment où l'exploitation par galerie souterraines a supplanté l'exploitation à ciel ouvert.